# ローマ (ローマ神話)

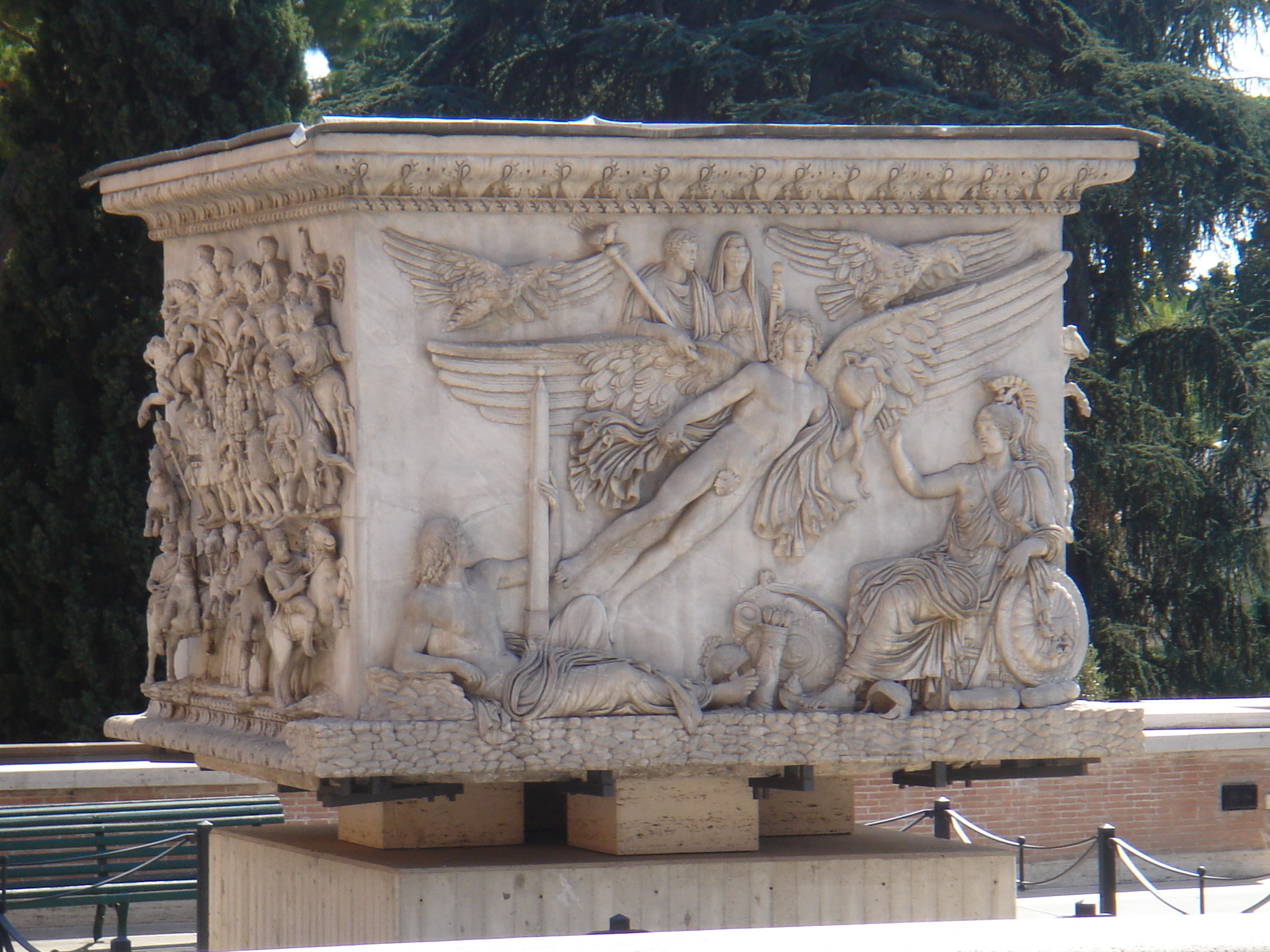
アントニヌス・ピウス記念柱の基壇。右下の敵から没収した武器の上に座っているのがローマ

ローマ（Roma）は、古代ローマの女神で、ローマという都市、ひいては国家を人格化した神である。アントニヌス・ピウス記念柱の基壇に描かれている。

## いつごろ成立したのか
紀元前280年-276年と紀元前265年-242年のローマの硬貨に描かれたヘルメットを被った女神はローマだとされることもあるが、完全に特定されたわけではない。古代ローマの初期の硬貨にはアマゾーンのような女性闘士が描かれたものもあり、ローマではないかと言われているが、女神というよりもゲニウスのようなものと解釈される。エンニウスは「祖国ローマ」をローマに擬人化し、キケロは彼女を「ローマ国家」だとしたが、どちらも「女神」ローマだとは言っていない。ローマ神話の中でローマという名前からその家系が考案され、最終的にギリシアの女神とされた。

## ギリシア世界における女神ローマ
初期の女神ローマへの信仰は紀元前195年のスミルナで確立した。これはおそらくローマとの同盟によってアンティオコス3世と対抗できたことに起因する。Mellorはこの信仰をギリシアや東方の君主制の伝統とローマ共和政の慣習を結びつけるための宗教と政治をからめた外交政策の形態ではないかとしている。ローマ国家を神聖なものとして人格化することで、その官職や共和国や都市が神聖で永遠のものであると認めさせたのである。アテナイやロドス島は共和政の都市国家だったため、Demos（一般大衆）を人格化した伝統的信仰があり、女神ローマを受け入れやすかった。紀元前189年、デルポイとリュキアでは女神ローマの祭りが行われた。運動競技やヘレニズム文化全般の神聖なスポンサーとして女神ローマはすんなりと受け入れられ、祭りもよく行われるようになった。紀元前133年、アッタロス3世はペルガモンの人々と領土を女神ローマに（つまり共和政ローマに）遺贈した。これによりアジア属州ができ、そこでも女神ローマへの信仰が急速に広まった。
ヘレニズムにおける宗教では、男神には男性の神官、女神には女性の神官が仕えたが、女神ローマの神官は男性だった。これはおそらくローマの軍事力の力強さを認識していたためと思われる。女神ローマの神職は他の神々の神職の中でも高位とされた。
アマゾーンが起源と思われる女神ローマだが、ギリシアの硬貨に描かれるローマは、ギリシアの女神のような城壁冠やフリギア風のヘルメットを被っている。時には何も被っていない場合もある。その後ローマは、（「誓い」の守護神としての）ゼウスや（「相互信頼」を人格化した）フィデースと結び付けられるようになった。東方におけるローマ信仰は、ローマへの忠誠とローマによる庇護を求めるものだった。ローマ国家への敬意以外に女神ローマを信仰する理由は全くない。Melinno of Lesbos のものとされる女神ローマを称えるサッポー詩体の詩が残っている。共和政ローマ本体とギリシアより西の領域では、女神ローマへの信仰はほとんど見られない。
女神ローマの神殿の遺跡は地中海東部でも少ない。祭壇が4つ残っており、1体の意図的に切断された像が見つかっている。

## ローマ皇帝崇拝における女神ローマ

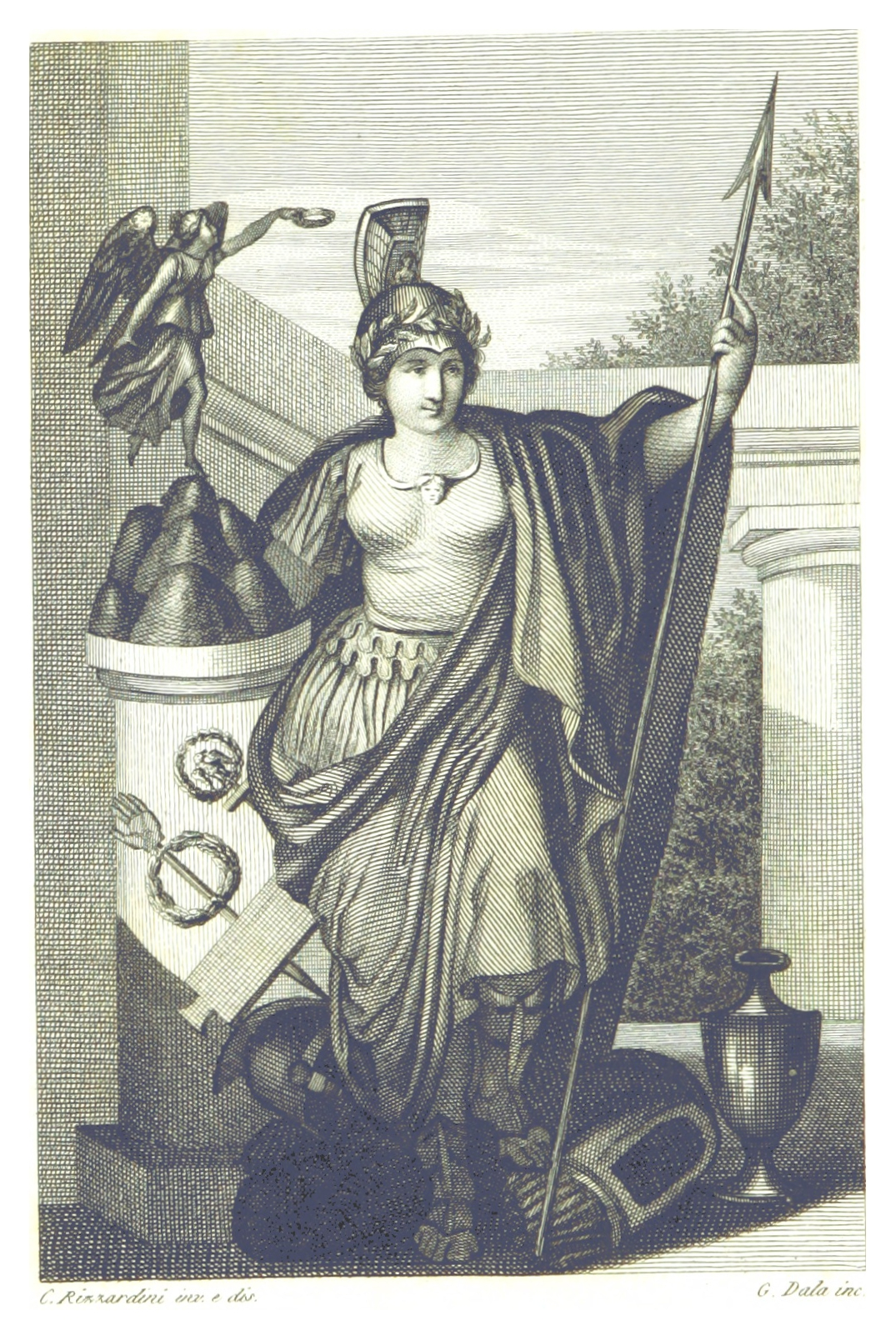
ローマ (ローマ神話)

ユリウス・カエサルは暗殺によって神格化され、ローマおよび東方植民地の守護神として信仰された。カエサルの後継者アウグストゥスは内戦を終結させ、プリンケプスとなった。そして紀元前30年ごろ、アジア属州やブリタンニアからはアウグストゥスを生きながら守護神として祀ることの許可を求める声が届いた。共和政ローマではヘレニズム的な君主制を軽蔑していたが、あからさまな拒絶は地方民と同盟国を怒らせる可能性があった。そこで、「非ローマ人は女神ローマと共にならアウグストゥスを守護神として信仰してもよい」という注意深い見解が示された。このための神殿が2箇所で用意された。すなわち女神ローマは最初期の「皇帝崇拝」の形態に吸収された。あるいは東方からの観点では、伝統ある女神ローマ信仰の上にアウグストゥス信仰が接木するように生じた。それ以降女神ローマは皇帝やその配偶者の神聖性を引き立てる役を担うことになったが、ギリシアの硬貨の図案には女神ローマを中央に配し皇帝などを従者のように配したものもある。
皇帝崇拝は東方の独創性に対する実用的かつ巧妙な反応として生じた。伝統的宗教の要素をお色直しして共和政政府と混合し、元首の下での帝国の一体感を示す斬新な枠組みを生み出し、成功を収めた。西方のガリア、ゲルマン、ケルトには君主崇拝の伝統もローマ的な管理体制もなかった。ルグドゥヌムには皇帝崇拝のセンターができ、ローマをモデルとした州あるいは自治体単位の議会が導入され、地元の上流階級の人々は皇帝崇拝の神職の選挙を通して市民権の利点を享受した。その祭壇は女神ローマとアウグストゥスのものだった。その後、女神ローマは西方でも貨幣や金石文によく登場するようになった。女神ローマに言及する文献は少ないが、それは無視されたからではなくあまりにも一般化したためではないかと推測される。初期のアウグストゥスの時代、女神ローマは生きた皇帝の配偶者の上で称えられたと見られる。
アフリカ属州では、女神ローマとアウグストゥスの神殿がレプティス・マグナとMactarにあった。イタリア半島では6箇所の神殿が見つかっている。ラティウムには2つあり、そのうち1つは個人が建てたものである。ティベリウスの時代には、オスティアに女神ローマとアウグストゥスの大きな神殿があった。
ローマ市内での初期の女神ローマへの信仰は、ハドリアヌスが建設したウェヌスとローマ神殿で、ウェヌスへの信仰と組み合わせたものだった。これは当時市内最大の神殿で、Parilia という祭りを形を変えて復活させる意図だったが、その祭りは女神のローマの東方での祭りに倣って Romaea と呼ばれるようになった。この神殿にはヘレニズム風の女神ローマの座像があり、その右手にはローマの永遠性を象徴したパラディウムがあった。ローマでは、これは斬新な具現化だった。ギリシアでローマを威厳のある女神として解釈したことで、軍事支配の象徴だったものが帝国の庇護と厳粛さの象徴へと変わっていった。
女神ローマは地位は不確かなものである。クロディウス・アルビヌスがセプティミウス・セウェルスにルグドゥヌムで敗北すると、ルグドゥヌムの神殿から女神ローマ信仰が排除された。ローマとアウグストゥスは新たな抑圧された皇帝崇拝の対象となった。Fishwickはこのルグドゥヌムにおける儀礼の変化を奴隷による家長崇拝に類したものと解釈した。このような時期がどのくらい続いたのかは不明だが、これは他に見られない独自の発展だった。
その後のさらに混乱した時代でも、例えばプロブスはドミナートゥスの冠を被った姿を硬貨に描かせているが、裏面はウェヌスとローマの神殿を描いている。プロブスの肖像が専制君主の主権を示すのに対して、女神ローマはその主権があくまでもローマの伝統と帝国の統一に裏打ちされたものであることを示している。